# 旗手怜央
旗手 怜央（はたて れお、1997年11月21日 - ）は、三重県鈴鹿市出身のプロサッカー選手。スコティッシュ・プレミアシップ・セルティックFC所属。ポジションはミッドフィールダー、フォワード、ディフェンダー。日本代表。
父は本田技研鈴鹿硬式野球部元監督の旗手浩二。

## 略歴

### クラブ

#### プロ入り前
中学時代はFC四日市でプレー。中学卒業後は静岡学園高校へ進学。2年次には、名古新太郎らとともに第93回全国高校サッカー選手権へ出場。自身もゴールを決めるなど、チームのベスト8進出に貢献。3年次の選手権は県大会準決勝で静岡市立清水桜が丘高等学校に0-1で敗れた。
高校卒業後、順天堂大学へ進学し、関東大学サッカーリーグ戦では1年生ながら9得点をあげて新人王を獲得した。2年次には全日本大学選抜や世代別代表を経験した。3年次にJリーグクラブの練習へ参加し、川崎フロンターレへの入団が内定した。また2019年第34節の北海道コンサドーレ札幌戦で途中出場した。

#### 川崎フロンターレ
2020年に川崎フロンターレへ入団。2月16日、ルヴァンカップ開幕戦の清水エスパルス戦でプロデビューを果たし、アシストで勝利に貢献した。8月26日、第24節のヴィッセル神戸戦でJ1初ゴールを決めた。2021年2月20日、ゼロックススーパーカップでは本職ではない左サイドバックでプレー。3月21日、第6節の浦和レッズ戦でもサイドバックとして先発し、ゴールを決めるなど存在感をだした。
2021年、Jリーグベストイレブンに選出。

#### セルティック
2021年12月31日、スコティッシュ・プレミアシップのセルティックFCへの完全移籍が発表された。2022年1月17日、第21節のハイバーニアンFC戦で初先発し、マン・オブ・ザ・マッチに輝く活躍を見せた。1月26日、第23節のハート・オブ・ミドロシアンFC戦で移籍後初ゴールを決めた。レンジャーズとのオールドファーム・ダービーでは2ゴール1アシストを決めてライバルからの勝利に貢献した。
2022年9月6日、UEFAチャンピオンズリーグ・GL第1節のレアル・マドリード戦でCLデビューを果たした。10月1日、第9節のマザーウェルFC戦で今シーズン初ゴールを決めて勝利に貢献した。2022-23シーズン、スコティッシュ・プレミアシップ部門年間ベストイレブン選出。

### 代表
2019年、トゥーロン国際大会のU-22日本代表に選出。6月4日、第2節のU-22チリ戦ではハットトリックを決めて勝利に貢献した。日本は史上初めて同大会の決勝に進出し、旗手は決勝のU-22ブラジル代表戦にも先発出場し、1-1のまま迎えたPK戦で5人目のキッカーを務める。旗手のPKは相手キーパーにセーブされ、PK戦に4-5で敗れ準優勝となった。
2021年11月、2022 FIFAワールドカップ・アジア3次予選に向けた日本代表に初選出された。しかしながら、2022 FIFAワールドカップのメンバーには選出されず落選となった。

## 人物
- 元は攻撃的ミッドフィールダーであったが、その後に左サイドバックなどにも適応し、ユーティリティプレイヤーとなった[20]。
- 川崎時代の2021年シーズンからは背番号を30番から47番へと変更したが[21]、この理由について静岡学園高校時代に練習試合用のユニフォームで3年間でつけていた背番号が47番で、思い入れがある番号との理由から選んだと語っている[22]。

## 所属クラブ
- FC四日市ジュニア
- FC四日市
- 静岡学園高校
- 順天堂大学
  - 2018年8月 - 2019年 川崎フロンターレ（特別指定選手）
- 2020年 - 2021年 川崎フロンターレ
- 2022年 - セルティック

## 個人成績
| 国内大会個人成績 | 国内大会個人成績 | 国内大会個人成績 | 国内大会個人成績 | 国内大会個人成績 | 国内大会個人成績 | 国内大会個人成績 | 国内大会個人成績 | 国内大会個人成績 | 国内大会個人成績 | 国内大会個人成績 | 国内大会個人成績 |
| 年度             | クラブ           | 背番号           | リーグ           | リーグ戦         | リーグ戦         | リーグ杯         | リーグ杯         | オープン杯       | オープン杯       | 期間通算         | 期間通算         |
| 年度             | クラブ           | 背番号           | リーグ           | 出場             | 得点             | 出場             | 得点             | 出場             | 得点             | 出場             | 得点             |
| 日本             | 日本             | 日本             | 日本             | リーグ戦         | リーグ戦         | リーグ杯         | リーグ杯         | 天皇杯           | 天皇杯           | 期間通算         | 期間通算         |
| ---------------- | ---------------- | ---------------- | ---------------- | ---------------- | ---------------- | ---------------- | ---------------- | ---------------- | ---------------- | ---------------- | ---------------- |
| 2019             | 川崎             | 33               | J1               | 1                | 0                | 0                | 0                | -                | -                | 1                | 0                |
| 2020             | 川崎             | 30               | J1               | 31               | 5                | 5                | 1                | 2                | 0                | 38               | 6                |
| 2021             | 川崎             | 47               | J1               | 30               | 5                | 0                | 0                | 3                | 1                | 33               | 6                |
| スコットランド   | スコットランド   | スコットランド   | スコットランド   | リーグ戦         | リーグ戦         | S・リーグ杯      | S・リーグ杯      | スコティッシュ杯 | スコティッシュ杯 | 期間通算         | 期間通算         |
| 2021-22          | セルティック     | 41               | S・プレミア      | 17               | 4                | -                | -                | 3                | 0                | 20               | 4                |
| 2022-23          | セルティック     | 41               | S・プレミア      | 32               | 6                | 3                | 1                | 4                | 2                | 39               | 9                |
| 2023-24          | セルティック     | 41               | S・プレミア      | 16               | 3                | 0                | 0                | 2                | 0                | 18               | 3                |
| 2024-25          | セルティック     | 41               | S・プレミア      | 37               | 10               | 4                | 0                | 4                | 0                | 45               | 10               |
| 通算             | 日本             | 日本             | J1               | 62               | 10               | 5                | 1                | 5                | 1                | 72               | 12               |
| 通算             | スコットランド   | スコットランド   | S・プレミア      | 102              | 23               | 7                | 1                | 13               | 2                | 122              | 26               |
| 総通算           | 総通算           | 総通算           | 総通算           | 164              | 33               | 12               | 2                | 18               | 3                | 194              | 38               |

- 2019年は特別指定選手

| 国際大会個人成績 | 国際大会個人成績 | 国際大会個人成績 | 国際大会個人成績 | 国際大会個人成績 |
| 年度             | クラブ           | 背番号           | 出場             | 得点             |
| AFC              | AFC              | AFC              | ACL              | ACL              |
| ---------------- | ---------------- | ---------------- | ---------------- | ---------------- |
| 2021             | 川崎             | 47               | 1                | 0                |
| UEFA             | UEFA             | UEFA             | UEFA CL          | UEFA CL          |
| 2022-23          | セルティック     | 41               | 6                | 0                |
| 2023-24          | セルティック     | 41               | 3                | 0                |
| 2024-25          | セルティック     | 41               | 10               | 1                |
| 通算             | AFC              | AFC              | 1                | 0                |
| 通算             | UEFA             | UEFA             | 19               | 1                |

## タイトル

### クラブ
川崎フロンターレ
- Jリーグ：2回（2020年, 2021年）
- 天皇杯 JFA 全日本サッカー選手権大会：1回（2020年）
- FUJI XEROX SUPER CUP：1回（2021年）

セルティックFC
- スコティッシュ・プレミアシップ：3回（2021-22,2022-23,2023-2024）
- スコティッシュリーグカップ：1回（2022-23）

### 代表
ユニバーシアード日本代表
- 台北大会（2017年）、ナポリ大会（2019年）

全日本大学選抜
- デンソーカップサッカー（2019年）

### 個人
- 全国高等学校サッカー選手権大会・優秀選手（2015年）
- 関東大学サッカーリーグ戦・新人王（2016年）
- 関東大学サッカーリーグ戦・ベストイレブン（2017年、2018年、2019年）
- 明治安田生命J1リーグ　ベストイレブン：1回（2021年）
- PFAスコティッシュ・プレミアシップ年間ベストイレブン：1回（2022-23）

## 代表・選抜歴

### 出場大会
- 日本高校選抜
  - NEXT GENERATION MACH（2016年）
  - デュッセルドルフ国際ユースサッカー大会（2016年）
- 全日本大学選抜
  - デンソーカップサッカー（2016年 - 2019年）
  - DENSO CUP SOCCER 第16回大学日韓(韓日)定期戦（2019年）
- ユニバーシアードサッカー日本代表
  - 2017年夏季ユニバーシアード（2017年）
  - 2019年夏季ユニバーシアード（2019年）
- U-20日本代表
  - M-150杯（2017年）
- U-21日本代表
  - AFC U-23選手権（2018年）
  - アジア競技大会（2018年）
  - ドバイカップU-23（2018年）
- U-22日本代表
  - トゥーロン国際大会（2019年）
  - ブラジル遠征（2019年）
  - キリンチャレンジカップ（2019年）
- U-23日本代表
  - AFC U-23選手権（2020年）
- U-24日本代表
  - SAISON CARD CUP 2021（2021年）
  - 東京オリンピック2021（2021年）
- 日本代表
  - 2022 FIFAワールドカップ・アジア3次予選（2021年）
  - キリンチャレンジカップ（2023年）
  - AFCアジアカップ2023（2024年）
  - 2026 FIFAワールドカップ・アジア2次予選（2023年 - 2024年）

### 試合数
- 国際Aマッチ 11試合 0得点（2022年 - ）

| 日本代表 | 国際Aマッチ | 国際Aマッチ |
| 年       | 出場        | 得点        |
| -------- | ----------- | ----------- |
| 2022     | 1           | 0           |
| 2023     | 4           | 0           |
| 2024     | 5           | 0           |
| 2025     | 1           | 0           |
| 通算     | 11          | 0           |

### 出場
| No. | 開催日         | 開催都市   | スタジアム                           | 対戦国         | 結果 | 監督   | 大会                                   |
| --- | -------------- | ---------- | ------------------------------------ | -------------- | ---- | ------ | -------------------------------------- |
| 1.  | 2022年3月29日  | さいたま   | 埼玉スタジアム2002                   | ベトナム       | △1-1 | 森保一 | 2022 FIFAワールドカップ・アジア3次予選 |
| 2.  | 2023年6月15日  | 豊田       | 豊田スタジアム                       | エルサルバドル | ○6-0 | 森保一 | キリンチャレンジカップ2023             |
| 3.  | 2023年6月20日  | 吹田       | パナソニックスタジアム吹田           | ペルー         | ○4-1 | 森保一 | キリンチャレンジカップ2023             |
| 4.  | 2023年10月13日 | 新潟       | デンカビッグスワンスタジアム         | カナダ         | ○4-1 | 森保一 | MIZUHO DREAM MATCH 2023                |
| 5.  | 2023年10月17日 | 神戸       | ノエビアスタジアム神戸               | チュニジア     | ○2-0 | 森保一 | キリンチャレンジカップ2023             |
| 6.  | 2024年1月19日  | ライヤーン | エデュケーション・シティ・スタジアム | イラク         | ●1-2 | 森保一 | AFCアジアカップ2023                    |
| 7.  | 2024年1月24日  | ドーハ     | アル・トゥマーマ・スタジアム         | インドネシア   | ○3-1 | 森保一 | AFCアジアカップ2023                    |
| 8.  | 2024年1月31日  | ドーハ     | アル・トゥマーマ・スタジアム         | バーレーン     | ○3-1 | 森保一 | AFCアジアカップ2023                    |
| 9.  | 2024年6月6日   | ヤンゴン   | トゥウンナ・スタジアム               | ミャンマー     | ○5-0 | 森保一 | 2026 FIFAワールドカップ・アジア2次予選 |